# Утай (Синьчжоу)
Ута́й (кит. упр. 五台, пиньинь Wǔtái) — уезд городского округа Синьчжоу провинции Шаньси (КНР). Уезд назван по находящейся на его территории горе Утайшань.

## История
При империи Западная Хань был создан уезд Люйби (虑睤县); при империи Цзинь он был расформирован.
При империи Северная Вэй в 486 году был создан уезд Люйи (驴夷县). При империи Суй в 606 году он был переименован в Утай. При империи Цзинь в 1216 году уезд был поднят в статусе, став областью Тайчжоу (台州). При империи Мин в 1369 году область была понижена в статусе, вновь став уездом Утай.
В 1949 году был образован Специальный район Синьсянь (忻县专区), и уезд вошёл в его состав. В 1958 году Специальный район Синьсянь и Специальный район Ябэй (雁北专区) были объединены в Специальный район Цзиньбэй (晋北专区). В 1961 году Специальный район Цзиньбэй был вновь разделён на Специальный район Ябэй и Специальный район Синьсянь; уезд вновь оказался в составе Специального района Синьсянь.
В 1967 году Специальный район Синьсянь был переименован в Округ Синьсянь (忻县地区). В 1983 году Округ Синьсянь был переименован в Округ Синьчжоу (忻州地区).
В 2000 году постановлением Госсовета КНР были расформированы округ Синьчжоу и городской уезд Синьчжоу, и создан городской округ Синьчжоу.

## Административное деление
Уезд делится на 6 посёлков и 13 волостей.